# Fahy-lès-Autrey
Fahy-lès-Autrey ist eine Gemeinde im französischen Département Haute-Saône in der Region Bourgogne-Franche-Comté.

## Geographie
Fahy-lès-Autrey liegt auf einer Höhe von 253 m über dem Meeresspiegel, elf Kilometer nordwestlich von Gray und etwa 39 Kilometer nordöstlich der Stadt Dijon (Luftlinie). Das Dorf erstreckt sich im äußersten Westen des Départements, auf einer Anhöhe in der Plateaulandschaft nordwestlich des Saônetals.
Die Fläche des 6,20 km² großen Gemeindegebiets umfasst einen Abschnitt im Bereich des leicht gewellten Plateaus nordwestlich des Saônetals. Das Plateau liegt auf durchschnittlich 250 m und wird überwiegend landwirtschaftlich genutzt. Es besteht aus einer Wechsellagerung von kalkigen und sandig-mergeligen Sedimenten der oberen Jurazeit. Die Fläche wird durch zwei Talmulden untergliedert, im Südwesten die Combe à l'Oiseau, die topographisch zum Einzugsgebiet der Soufroide gehört, im Osten die Combe à la Fourque. Allerdings zeigen sie keine oberirdischen Fließgewässer, weil das Niederschlagswasser im verkarsteten Untergrund versickert. Mit 278 m wird auf einer Anhöhe ganz im Norden am Rand des Bois de Pouilly die höchste Erhebung von Fahy-lès-Autrey erreicht.
Nachbargemeinden von Fahy-lès-Autrey sind Pouilly-sur-Vingeanne im Norden, Auvet-et-la-Chapelotte im Osten, Autrey-lès-Gray im Süden sowie Saint-Seine-sur-Vingeanne im Westen.

## Geschichte
Überreste eines römischen Verkehrsweges zeugen von einer frühen Besiedlung des Gebietes. Im Mittelalter gehörte Fahy zur Freigrafschaft Burgund und darin zum Gebiet des Bailliage d’Amont. Die lokale Herrschaft hatten die Herren von Vergy inne. Zusammen mit der Franche-Comté gelangte das Dorf mit dem Frieden von Nimwegen 1678 definitiv an Frankreich. Seit der Französischen Revolution war Fahy ein Ortsteil von Autrey-lès-Gray, wurde aber 1821 wieder abgetrennt und zur eigenständigen Gemeinde erhoben. Heute ist Fahy-lès-Autrey Mitglied des 14 Ortschaften umfassenden Gemeindeverbandes Communauté de communes des Quatre Vallées.

## Sehenswürdigkeiten
Die Dorfkirche von Fahy-lès-Autrey wurde 1705 neu erbaut, wobei die Vorhalle von 1564 mit einbezogen wurde. Zur Ausstattung gehören die reich skulptierte Kanzel und der Beichtstuhl aus dem 18. Jahrhundert und ein Gemälde der heiligen Cosmus und Damianus (18. Jahrhundert), der beiden Dorfpatrone.

## Bevölkerung
| Jahr                       | 1962 | 1968 | 1975 | 1982 | 1990 | 1999 | 2006 |
| Einwohner                  | 153  | 151  | 123  | 116  | 105  | 112  | 122  |
| Quellen: Cassini und INSEE |      |      |      |      |      |      |      |

Mit 99 Einwohnern (1. Januar 2022) gehört Fahy-lès-Autrey zu den kleinen Gemeinden des Département Haute-Saône. Nachdem die Einwohnerzahl in der ersten Hälfte des 20. Jahrhunderts deutlich abgenommen hatte (1881 wurden noch 318 Personen gezählt), wurden seit Mitte der 1970er Jahre nur noch geringe Schwankungen verzeichnet.

## Wirtschaft und Infrastruktur
Fahy-lès-Autrey ist noch heute ein vorwiegend durch die Landwirtschaft (Ackerbau, Obstbau und Viehzucht) geprägtes Dorf. Außerhalb des primären Sektors gibt es nur wenige Arbeitsplätze im Ort. Viele Erwerbstätige sind deshalb Wegpendler, die in den größeren Ortschaften der Umgebung ihrer Arbeit nachgehen.
Der Ort liegt abseits der größeren Durchgangsachsen an einer Departementsstraße, die von Auvet nach Saint-Seine-sur-Vingeanne führt. Weitere Straßenverbindungen bestehen mit Pouilly-sur-Vingeanne und Autrey-lès-Gray.